# Lojas Muricy
As Lojas Muricy foram uma rede de lojas de departamentos brasileira com sede na cidade de Curitiba. Fundada em 1976, foi dissolvida em 1998. No Chile teve operações entre 1981 e 1990.

## História

### Brasil
As Lojas Muricy foram fundada pela Arthur Lundgren Tecidos S.A. (dona da rede Pernambucanas) em 27 de janeiro de 1976, abrindo sua primeira loja em Curitiba em 9 de abril desse mesmo ano, num prédio de 5 andares (3 de 1500 m² e 2 de 1000 m²) e foi considerada a loja de departamentos mais moderna do país, ao ser construída especificamente para este fim. Entre as novidades que introduziu, foi a exibição e demonstração dos produtos à venda, e o sistema de créditos a prazo.
Em 1990, a empresa possuía lojas em Curitiba, São José dos Campos, Ribeirão Preto e Campinas. Em 1998, a Arthur Lundgren reestruturou os pontos de vendas e os transformou em lojas da rede Pernambucanas.

### Chile
No Chile a razão social da empresa era "Sociedade Comercial Muricy Limitada" e foi inaugurada em 12 de fevereiro de 1981, mudando seu nome para "Sociedad Comercial de Tiendas Limitada" ("Sociedade Comercial de Lojas Limitada") em 7 de julho de 1983. A empresa teve lojas no shopping Parque Arauco (inaugurado em abril de 1982) e o Mall Plaza Vespucio (inaugurado em agosto de 1990).
As operações chilenas da Muricy finalizaram no fim do ano de 1990, quando a empresa se declarou falida, cessando suas atividades formalmente em 10 de janeiro de 1991, depois do qual a empresa Almacenes París adquiriu os pontos comerciais que possuía em 2 shoppings santiaguinos.